# Petrodollaro
Il riciclaggio dei petrodollari è la spesa o l'investimento dei proventi delle esportazioni di petrolio (i petrodollari o petroldollari). Si riferisce generalmente ai grandi esportatori di petrolio, principalmente i paesi dell'OPEC più la Russia e la Norvegia, che guadagnano più denaro dal greggio di quanto ne potrebbero investire nelle proprie economie. 
L'espressione è stata coniata nel 1973 da Ibrahim Oweiss, professore di economia all'università di Georgetown, per descrivere la situazione che si è venuta a stabilire in quegli anni nei paesi dell'OPEC, quando la bilancia commerciale veniva sostenuta dal ruolo della moneta statunitense come riserva di valuta.

## Descrizione
I paesi produttori di petrolio, a seguito dell'aumento del prezzo di questa materia, si sono trovati a disporre di grandissime risorse finanziarie, i petrodollari appunto perché il greggio veniva pagato utilizzando il dollaro statunitense. Tali risorse sono state reinvestite solo in piccola parte negli stessi Stati produttori. Il resto è stato riversato nel sistema economico e finanziario mondiale, con l'acquisto di valuta e titoli esteri, con effetti destabilizzanti sull'intero sistema.
Il pagamento del petrolio e di altre materie prime in dollari garantisce una domanda stabile di questa valuta, proveniente dall'estero, che serve a sostenere il cambio, in presenza di un saldo negativo della bilancia commerciale, ossia a finanziare il deficit estero degli Stati Uniti. Le materie prime sono un bene primario, comunque necessario all'economia, a scarsa elasticità della domanda rispetto al prezzo, e quindi adatto a garantire un cambio sulle altre monete indipendente dallo stato di salute di una economia.
Dopo la seconda guerra mondiale, in base agli accordi di Bretton Woods, il dollaro è stato la moneta sovrana delle transazioni petrolifere. Il petrolio poteva essere comprato o venduto solamente in dollari, in genere riferendosi ad uno di questi tre marker petroliferi: il West Texas Intermediate Crude, United Arab Emirates Dubai Crude e il Norway Brent Crude.
Il Sistema di Bretton Woods entrò in crisi durante la Guerra del Viet Nam, in quanto le spese belliche statunitensi stavano divenendo insostenibili a mantenere il tasso di cambio pari a 34 dollari per oncia d'oro (circa 32 gr. d'oro puro fino), tanto che sia i paesi arabi che la Francia del Generale Charles De Gaulle iniziarono a cambiare sempre più dollari in cambio del quantitativo corrispondente d'oro. Si giunse così al comunicato televisivo di domenica 15 agosto 1971, dove l'allora presidente statunitense Richard Nixon annunciò unilateralmente la "momentanea sospensione dell'accordo sul cambio tra dollaro ed oro". Nel 1972 gli Stati Uniti tentarono di ristabilire un cambio fisso tra dollaro ed oro, ma senza risultato pratico e duraturo. Si giunse così ad un accordo cinquantennale stipulato tra l'allora segretario di stato statunitense Henry Kissinger ed il re saudita Faisal bin Abdulaziz Al Saud in data 08 giugno 1974 per agganciare il dollaro al petrolio. In pratica, gli Stati Uniti avrebbero garantito la protezione del reame saudita dai nemici interni ed esterni e la vendita di ogni tipo d'armamento senza restrizioni, in cambio dell'impegno dei sauditi a vendere il petrolio unicamente in dollari ed a reinvestire in titoli di stato statunitensi l'eccedenza dei proventi della vendita del petrolio, in modo da garantire ai sauditi un ottimo rendimento ed agli Stati Uniti di sorreggere il debito statale, dal momento che tutti i paesi industrializzati avrebbero necessitato di dollari per saldare le importazioni energetiche (le partite petrolifere).
Questa prassi è stata per la prima volta interrotta a luglio 2011 con l'apertura della borsa valori di Kish, in Iran.
A giugno 2011, la Cina sigla un accordo di interscambio commerciale con Giappone e Iran per la fornitura di petrolio e prodotti finiti, prevedendo il pagamento nella propria valuta locale. Il 6 settembre 2012, la Cina ha annunciato l'apertura di una Borsa valori nella quale scambierà greggio con la Russia in yuan. Un accordo del 2022 tra il presidente della Gazprom, Alexei Miller, e quello della compagnia cinese Cnpc, Dai Houliang, prevede il pagamento delle forniture di gas in yuan e rubli. Tali accordi sono volti alla dedollarizzazione, ovvero all'abbandono del dollaro statunitense come valuta del commercio internazionale.
La Cina è divenuta, dopo il 2010, il primo importatore mondiale di greggio, mentre gli Stati Uniti, al contempo, si sono trasformati da importatori ad esportatori, entrando in competizione con l'OPEC, distaccandosi, di fatto, dal sistema del Petroldollaro, tanto che, a luglio 2022, a nulla valsero le insistenze degli Stati Uniti presso il principe ereditario saudita circa un aiuto ai paesi occidentali nella crisi tra Russia ed Ucraina, producendo più petrolio in modo da far crollare il prezzo di mercato e le entrate della Russia stessa.
L'Arabia Saudita, in data 08 giugno 2024, non ha accettato di rinnovare l'accordo sul petroldiollaro: l'accordo scaduto era cinquantennale (venne stipulato il 08 giugno 1974) ed il nuovo proposto sarebbe stato della durata di ottant'anni.